# 極弱穆賽介
極弱穆賽介（学名：Munseyella pusilla）为真花介科穆賽介屬下的一个种。